# Syzeuctus
Syzeuctus is een geslacht van insecten uit de orde vliesvleugeligen (Hymenoptera) en de familie Ichneumonidae.

## Soorten
- S. abonis Ugalde & Gauld, 2002
- S. aequatorialis Benoit, 1959
- S. africanus (Cameron, 1904)
- S. annulatus (Brulle, 1846)
- S. apicifer (Walker, 1874)
- S. apicipennis (Cameron, 1902)
- S. baezi Ortega, 1989
- S. balius Townes, 1978
- S. baluchistanensis (Cameron, 1906)
- S. besamis Ugalde & Gauld, 2002
- S. bicolor Szepligeti, 1899
- S. bicornis (Gravenhorst, 1829)
- S. canis Seyrig, 1932
- S. capensis (Holmgren, 1868)
- S. caper (Seyrig, 1927)
- S. catagraphus (Tosquinet, 1896)
- S. caudulator Shaumar, 1966
- S. ceballosi Seyrig, 1926
- S. cenitus Ugalde & Gauld, 2002
- S. claripennis (Cameron, 1902)
- S. clovis Ugalde & Gauld, 2002
- S. comptus (Davis, 1894)
- S. conformis Chandra, 1976
- S. congoensis (Benoit, 1955)
- S. coreanus Uchida, 1928
- S. coronatus Townes, 1978
- S. crassitarsis Telenga, 1930
- S. cribrosimimus Benoit, 1959
- S. cribrosoideus Benoit, 1959
- S. cribrosus (Kriechbaumer, 1894)
- S. curvilineatus (Cameron, 1904)
- S. decoratus (Costa, 1890)
- S. demitus Ugalde & Gauld, 2002
- S. diplolepis Townes, 1978
- S. distinctus Benoit, 1959
- S. dorcus Ugalde & Gauld, 2002
- S. dusmeti Seyrig, 1928
- S. electus (Tosquinet, 1896)
- S. elegans (Cresson, 1870)
- S. elongatus Benoit, 1959
- S. ephialtinus Roman, 1910
- S. epischniae Cushman, 1926
- S. eximius Walley, 1934
- S. exsculptus (Fonscolombe, 1854)
- S. felis Seyrig, 1932
- S. flavimargo Meyer, 1926
- S. forpis Ugalde & Gauld, 2002
- S. fulvipalpis (Cameron, 1906)
- S. fuscator (Panzer, 1809)
- S. fuscicornis (Cameron, 1906)
- S. galbinus Chandra, 1976
- S. gaullei Seyrig, 1932
- S. globiceps Benoit, 1959
- S. guatemalensis (Cameron, 1886)
- S. heluanensis Schmiedeknecht, 1900
- S. hessei Benoit, 1959
- S. hezonicus Ugalde & Gauld, 2002
- S. hyalinipennis Szepligeti, 1901
- S. iampus Ugalde & Gauld, 2002
- S. immedicatus Chandra & Gupta, 1977
- S. inaequalis (Fonscolombe, 1854)

- S. incompletus Szepligeti, 1908
- S. indicus Nikam & Kanhekar, 1987
- S. insolitus Chandra, 1976
- S. interstitialis (Cameron, 1905)
- S. irrisorius (Rossi, 1794)
- S. ituriensis Benoit, 1959
- S. judtitus Ugalde & Gauld, 2002
- S. kasparyator Aubert, 1977
- S. kenyensis (Seyrig, 1935)
- S. kespius Ugalde & Gauld, 2002
- S. kivuensis Benoit, 1959
- S. kwiluensis Benoit, 1959
- S. lacustris Benoit, 1959
- S. laminatus Townes, 1978
- S. lemur Seyrig, 1932
- S. leo (Seyrig, 1926)
- S. leptopunctatus Chandra & Gupta, 1977
- S. lineaticeps (Cameron, 1906)
- S. longiceps Benoit, 1959
- S. longigenus Uchida, 1940
- S. longivalvator Aubert, 1977
- S. lurinus Ugalde & Gauld, 2002
- S. macrospiracularis Momoi, 1971
- S. maculatus Sheng, 2009
- S. maculipennis (Costa, 1883)
- S. marshalli (Cameron, 1906)
- S. meridionalis Benoit, 1959
- S. minasensis (Brethes, 1927)
- S. movicus Ugalde & Gauld, 2002
- S. multipictus (Saussure, 1892)
- S. nagzirae Nikam & Kanhekar, 1987
- S. namaquensis Benoit, 1959
- S. nanus Benoit, 1959
- S. pallidator Aubert, 1966
- S. peringueyi (Cameron, 1905)
- S. petiolaris (Gravenhorst, 1829)
- S. possitus Ugalde & Gauld, 2002
- S. puberulus (Kriechbaumer, 1895)
- S. robustor Aubert, 1978
- S. rodhaini Benoit, 1959
- S. rostratus (Cameron, 1906)
- S. ruberrimus Benoit, 1959
- S. sambonis Uchida, 1928
- S. senegalensis Benoit, 1959
- S. sparsus Sheng, 2009
- S. speciosus (Girault, 1925)
- S. spilostoma (Cameron, 1905)
- S. szilagysagiensis Kiss, 1926
- S. takaozanus Uchida, 1928
- S. tanycorpus Chandra, 1976
- S. tenuifasciatus Schmiedeknecht, 1900
- S. tigris Seyrig, 1926
- S. tonganus (Kriechbaumer, 1894)
- S. torrevillasi Momoi, 1971
- S. tricolor Szepligeti, 1908
- S. turcator Aubert, 1984
- S. vedoris Ugalde & Gauld, 2002
- S. vigil (Tosquinet, 1900)
- S. villosus (Cameron, 1899)
- S. zairensis Benoit, 1959
- S. zanthorius (Cameron, 1902)